# Juegos Iberoamericanos de Baloncesto
El Baloncesto en los Juegos Iberoamericanos es organizado por las Federaciones deportivas de esta disciplina. Principalmente en las ramas de ambos géneros como lo masculino y femenino, quienes compiten para otorgarse con el título de esta denominación. Los países que han destacado en este deporte incluso en los campeonatos a nivel mundial son los siguientes como Puerto Rico, Cuba, Brasil, Argentina, España, Venezuela, Colombia y entre otros.
- Datos: Q5954324